# Пузанов, Василий Павлович
Пузанов Василий Павлович (1911 год, Нижегородская губ., Российская империя — 1 сентября 1990 года, г. Кировск, Ленинградская обл., СССР) — советский металлург, старший аппаратчик комбината «Североникель», почётный металлург СССР, Герой Социалистического Труда. Русский.

## Биография
Родился в 1911 году в Нижегородской губернии. До 1940 года работал на заводе «Красное Сормово» в г. Горький. Затем переехал в Мончегорск, где утроился слесарем в ремонтно-механический цех строящегося завода «Североникель». Без отрыва от производства окончил на предприятии курсы плавильщиков и получил профессию литейщика. С началом Великой Отечественной войны в 1941 году вместе с заводом был эвакуирован в г. Орск. По окончании эвакуации предприятие вновь возвращено в Мончегорск. Василий Пузанов освоил профессию аппаратчика и начал работать в электролизном цехе.
В 1949 году — получил первую государственную награду, как один из лучших электролизников он был награждён орденом «Знак Почета». После чего получил должность старшего аппаратчика, в которой проработал до конца рабочей карьеры.
В 1962 году вышел на пенсию, однако, спустя месяц вернулся на прежнее место работы.
20 мая 1966 года Указом Президиума Верховного Совета СССР за выдающиеся успехи, достигнутые в развитии цветной металлургии, Василию Пузанову было присвоено звание Героя Социалистического Труда с вручением ордена Ленина и золотой медали «Серп и Молот».
Избирался депутатом Мончегорского городского Совета депутатов трудящихся. Автор рационализаторских предложений по усовершенствованию технологии процессов производства.
После выхода на пенсию жил в г. Кировск. Умер 1 сентября 1990 года.

## Награды
- Орден «Знак Почета»
- Орден Ленина (1966)
- Медаль «За трудовую доблесть» (1951)[2][4]